# 光へ
『光へ』（ひかりへ）は、Infinix & Voicesの4作目のスタジオ・アルバム。 Infinixとして20作目のアルバム。

## 解説
- 「法隆寺献納宝物 国宝 金銅灌頂幡 飛鳥の天人」東京国立博物館VR映像作品[2]や「昭和天皇87年のご生涯」[3]、「NHKスペシャル」[4][5]、「TBS里見八犬伝」[6]などの音楽制作を行っているInfinix [7]が、女性ヴォーカリストを迎え Infinix & Voicesとして制作したアルバム[1][8][9]。
- ヴォーカル・作詞は、SexyZone「BAD BOYS」、Kis-My-Ft2「Catch & go!!」、ももいろクローバーZ各ソロ曲等や、プリキュア〜変身〜等のアニメに歌詞提供を行っている作詞家でヴォーカリストでもあるENA☆[10][11]が担当[1][9]。
- 虹の橋、ラビリンスは元曲がバイオリン曲であったため音域が広くヴォーカル難易度が高い作品であった[1][9]。アルバム「Green」に、この2曲が再編集され収録されている[1]。
- ヴォーカル曲５曲にはシンセサイザー奏者によるリアレンジが加えられ収録されている[1][9]。
- ボーナス・トラックとしてインストゥルメンタル曲の「真実の唄」が収録されている[1][9]。
- 制作・発売はInfini Music、販売はスペースシャワーミュージック[1]。

## 収録曲
出典:
1. 羽根になる
2. 光へ
3. 虹の橋
4. 絶対私主義
5. ラビリンス
6. 真実の唄（※インストゥルメンタル）

## クレジット
出典:
- Produce,Arrangement,Perform：Infinix
- Vocal：ENA
- lyrics：ENA☆
- Music：M.Sakamoto
- Strings：Akiko.Omatsu Strings
- Synthesizer：oui
- Engineer:：T.T